# San Vigilio (Concesio)
San Vigilio è una frazione di 2 172 abitanti del comune di Concesio, in provincia di Brescia.
È situato a circa 225 m s.l.m., e dista circa 2,6 km dal centro del comune di Concesio.

## Geografia fisica
Il centro abitato di San Vigilio sorge nell'insenatura creata dalle colline tra Concesio, e i comuni di Cellatica, Gussago, e la frazione di Cailina del comune di Villa Carcina.

## Storia
San Vigilio era un paese autonomo sin dal 1297, conosciuto come Sancto Vezilio, che fu poi annesso al comune di Concesio nel 1928, ma il ritrovamento, nel territorio di San Vigilio e Cailina dei resti di un'antica necropoli romana, e di altri oggetti di quell'epoca, indica che la zona venne conosciuta ed abitata già molto tempo prima.
La presenza di un comune stabile risulta in molti atti del 1300, oltre che dall'estimo visconteo del 1385, che comprende San Vigilio nella cosiddetta "quadra" di Nave, ovvero il l'unità amministrativa formata dai paesi di Nave, Lumezzane, quest'ultima solo a tratti, diventerà poi feudo Avogadro e infine legata alla Valsabbia seppur comunque soggetta ad infeudamenti da parte della Serenissima a personalità benemerite, Caino, Concesio e appunto San Vigilio, e da altri documenti di anni successivi che ne attestano ulteriormente l'esistenza.
Dal 1300 al 1800, San Vigilio era una zona abitata più che altro da contadini, e da nobili concesiani e bresciani che vi stabilivano la propria residenza estiva o invernale, grazie soprattutto ai riconoscimenti elargiti a tali famiglie da parte della diocesi di Brescia e dalle alte cariche ecclesiastiche..
Col passare degli anni, anche per la presenza del setificio di San Vigilio, con l'ampliamento delle vie di comunicazione, che permisero di collegare la piccola frazione ai paesi limitrofi come Concesio, Brescia, Collebeato, e grazie al ponte sul Mella, costruito tra il 1789 e il 1794, che permise un collegamento più rapido con Brescia, la piccola comunità di San Vigilio si ingrandì ospitando via via i flussi di popolazione dei paesi vicini.
Nel 1905 i Carmelitani Scalzi aprono un piccolo seminario a S.Vigilio, trasferito poi nel 1912 presso il santuario della Madonna della Neve di Adro.
Nel 1928 venne poi unificato al comune di Concesio.

## Cultura
Seppur di piccole dimensioni San Vigilio racchiude al suo interno numerose attrattive culturali, che richiamano un discreto numero di appassionati
L'antica chiesa di San Velgio (o San Vigilio) sul monte, è la più antica chiesa del comune di Concesio insieme a quella di Pieve, da cui dipendeva, e venne investita ufficialmente nel 1324, con la realizzazione della nuova chiesa di San Gregorio. Molti studiosi pensano però che la struttura originaria possa addirittura risalire ai primi del 500, e che addirittura possa contenere, o aver contenuto, le reliquie del Santo Vescovo di Trento.
Un altro punto d'attrattività è la chiesa di San Gregorio, costruita nei primi anni del Trecento, e ristrutturata nel 1632, a cui è stata poi posta la facciata moderna solo negli anni trenta, dove all'interno troviamo una tela della Madonna col Bambino tra Santa Caterina da Siena ed un'altra santa domenicana, del 1540, opera di Paolo Caylina il Giovane, oltre ad altre tele ed affreschi di epoche comprese tra 1600 ed il 1800.

### Ricorrenze
- Il palio delle contrade dall'11 al 16 settembre.